# 白喉蜂鸟
白喉蜂鸟（学名：Leucochloris albicollis），是雨燕目蜂鸟科的一种鸟类，是白喉蜂鸟属（学名：Leucochloris）的唯一一种。其种加词“albicollis”意为“白色的颈部”。
白喉蜂鸟体重约6.3克，翼长约58.8毫米，嘴峰长约26.9毫米，喙宽度约2.5毫米，喙厚度约2.2毫米，跗蹠长约4.7毫米，尾长约34毫米。白喉蜂鸟在其分布区内为留鸟，其栖息在密集的高大树木组成的森林中，食性为草食性，主要食物来源是植物的花蜜。
白喉蜂鸟分布于玻利维亚东部至巴拉圭东部、阿根廷北部和巴西东南部。该物种是单型物种，没有亚种分化。